# Gustavo Varela (filósofo)
Gustavo Varela (Boedo, 5 de enero de 1962) es un filósofo[poner fuente], ensayista y músico argentino.
Es profesor del Seminario de Informática y Sociedad (Cátedra Ferrer) y el Seminario de Diseño Gráfico (Cátedra Savransky) en la Facultad de Ciencias Sociales de la Universidad de Buenos Aires y titular de la cátedra de Pensamiento Contemporáneo en la Universidad del Cine. También es presidente de la Comisión Directiva de la Facultad Libre de Rosario, donde dicta Introducción a la filosofía.
Ha desarrollado estudios sobre los orígenes del tango, desde una perspectiva filosófica, fundamentalmente centrada en el pensamiento de Michel Foucault y Friedrich Nietzsche. Dictó el seminario El tango, la genealogía, la historia en la UBA y en FLACSO. En sus publicaciones sobre este tema, ha podido  fusionar desde la manifestación artística del tango, campos que, en apariencia, recorrían caminos paralelos: los primeros momentos de esta música, letra y baile y el higienismo positivista de fines del siglo XX.  
Es miembro del Consejo Editorial de la revista Lote, del grupo editor de la revista Artefacto y colaborador habitual de la revista Ñ.
Como músico, ha sido acompañante del cantante de tango Argentino Ledesma.

## Obra
- Mal de tango: Historia y genealogía moral de la música ciudadana. Buenos Aires: Paidós. 2005. ISBN 950-12-0509-6.
- La filosofía y su doble: Nietzsche y la música. Buenos Aires: Libros del Zorzal. 2008. ISBN 978-987-599-100-2.
- Tango: una pasión ilustrada. Buenos Aires: Ediciones Lea. 2010. ISBN 978-987-634-275-9.
- Nietzsche. Una introducción. Buenos Aires: Quadrata/Biblioteca Nacional. 2010. ISBN 978-987-631-011-6.
- La Argentina estrábica. Buenos Aires: Godot. 2013. ISBN 9789871489565.
- Perón y Evita: Memoria íntima. Buenos Aires: Lea. 2013. ISBN 9789876349451.
- La Bombonera: Libro de Oro. Buenos Aires: Lea. 2013. ISBN 9789876348683.
- La guerra de las imágenes. Una historia visual de la argentina. Buenos Aires: Paidós. 2017.
- Aguafuertes de la farsa macrista y otros relatos. Buenos Aires: Sudestada. 2019.

### En colaboración
- Tomás Abraham et. Al. (1999). Vidas Filosóficas. Buenos Aires: Eudeba. ISBN 950-230-856-5.
- Tomás Abraham et. Al. (2001). Tensiones Filosóficas. Buenos Aires: Sudamericana. ISBN 950-071-881-2.
- David Viñas et. Al. (2007). El peronismo clásico. Descamisados, gorilas y contreras 1945-1955. Buenos Aires: Paradiso. ISBN 987-940-981-7.

### Estudios preliminares
- Mariano Moreno (2007). Plan de Operaciones y otros escritos. Terramar. ISBN 987-118-791-2.
- Juan Bautista Alberdi (2007). Bases. Terramar. ISBN 987-118-794-7.